# Mark Ridley
|  | Dieser Artikel wurde aufgrund von formalen oder inhaltlichen Mängeln in der Qualitätssicherung Biologie zur Verbesserung eingetragen. Dies geschieht, um die Qualität der Biologie-Artikel auf ein akzeptables Niveau zu bringen. Bitte hilf mit, diesen Artikel zu verbessern! Artikel, die nicht signifikant verbessert werden, können gegebenenfalls gelöscht werden. Lies dazu auch die näheren Informationen in den Mindestanforderungen an Biologie-Artikel. |

Mark Ridley (* 8. September 1956) ist ein britischer Zoologe. Er war Professor an der Emory University und arbeitet heute an der Universität Oxford. Ridley hat ein unter anderem Standardwerke und mehrere populärwissenschaftliche Bücher geschrieben.

## Bücher (Auswahl)
- Evolution. John Wiley & Sons, 2003 (3. Auflage). ISBN 1405103450.
- Mendel's Demon: Gene Justice and the Complexity of Life. Weidenfeld & Nicolson, 2001. ISBN 0297646346.
- How to Read Darwin Granta Books, 2005. ISBN 1862077282.
- Animal Behavior 2e: A Concise Introduction Blackwell Publishers, 1995 (2. Auflage). ISBN 0865423903.
- The Problems of Evolution. Oxford University Press, 1985. ISBN 0192191942.

| Personendaten    | Personendaten      |
| ---------------- | ------------------ |
| NAME             | Ridley, Mark       |
| KURZBESCHREIBUNG | britischer Biologe |
| GEBURTSDATUM     | 8. September 1956  |